# Махунар
Махунар (лат. Iolana iolas) врста је дневног лептира из породице плаваца (лат. Lycaenidae).

## Распрострањеност
Лептир насељава Шпанију, Француску, Италију, Швајцарску, Словенију, Хрватску, Босну и Херцеговину, Србију, Мађарску, Црну Гору, Албанију, Грчку, Републику Македонију, Бугарску, Румунију, Турску, Кипар и Иран.
Среће се углавном на сувим и каменитим стаништима, недалеко од биљке хранитељке, најчешћа у медитеранским областима.

## Распрострањеност у Србији
Врста је у Србији јако ретка, среће се углавном на југу земље.

## Исхрана
Гусеница се храни листовима пуцалине (Colutea arborescens).